# Port lotniczy Manzhouli
Port lotniczy Manzhouli (IATA: NZH, ICAO: ZBMZ) – port lotniczy położony w Manzhouli, w regionie autonomicznym Mongolia Wewnętrzna, w Chińskiej Republice Ludowej.

## Linie lotnicze i połączenia
| Linia Lotnicza          | Kierunek                        |
| ----------------------- | ------------------------------- |
| 9 Air                   | 1. Guangzhou                    |
| Air China               | 1. Pekin 2. Hohhot 3. Xilinhot  |
| Chengdu Airlines        | 1. Harbin 2. Hohhot 3. Xilinhot |
| China Eastern Airlines  | 1. Szanghaj-Pudong              |
| China Express Airlines  | 1. Hohhot                       |
| China Southern Airlines | 1. Wuhan                        |
| China United Airlines   | 1. Pekin-Daxing                 |
| Genghis Khan Airlines   | 1. Chifeng 2. Hohhot 3. Ulanhot |
| Grand China Air         | 1. Pekin                        |
| Hainan Airlines         | 1. Pekin                        |
| Hunnu Air               | 1. Ułan Bator                   |
| IrAero                  | 1. Irkuck                       |